# Johnny Kung Fu
Johnny Kung Fu è un videogioco picchiaduro sviluppato dalla UFO Interactive Games e pubblicato dalla Nintendo per Nintendo 3DS. Il videogioco è uscito il 30 luglio 2012 in Europa e l'8 dicembre 2012 in America. Nel videogioco, il giocatore controlla il personaggio dell'esperto di arti marziali Johnny che deve salvare la fidanzata Paula, rapita dal malvagio Mr. Wang.
Fu poco apprezzato dalla critica.